# La Prisonnière du Caucase ou les Nouvelles Aventures de Chourik
Pour plus de détails, voir Fiche technique et Distribution.
La Prisonnière du Caucase ou les Nouvelles aventures de Chourik (en russe : Кавказская пленница, или Новые приключения Шурика, Kavkazskaïa plennitsa, ili Novye prikliutchenia Churika) est un film soviétique réalisé en 1967 par Léonid Gaïdaï. Il s’agit d’une comédie qui a pour thème le mariage par enlèvement.

## Synopsis
Chourik, un anthropologue un peu naïf, se rend dans le Caucase afin de documenter les coutumes et traditions de la région. Il tombe amoureux de Nina, qui rend visite à son oncle. Cependant, son oncle la promet en mariage sans la mettre au courant. Il organise alors son enlèvement ; après un premier essai infructueux, il convainc Chourik de participer à l’enlèvement, en lui disant qu’il s’agit d’une tradition locale et en prétendant que Nina a donné son accord.

## Fiche technique
- Titre : La Prisonnière du Caucase ou les Nouvelles Aventures de Chourik
- Titre original : Кавказская пленница, или Новые приключения Шурика
- Réalisation : Leonid Gaïdaï
- Scénario : Yakov Kostyukovskiy, Moris Slobodskoï (ru), Léonid Gaïdaï
- Photographie : Konstantin Brovine (ru)
- Musique originale : Alexandre Zatsépine
- Production : Mosfilm
- Pays : URSS
- Genre : comédie
- Durée : 77 minutes
- Langue : russe
- Sortie : 1967

## Distribution
- Natalia Varley (voix de Nadejda Roumiantseva) : Nina
- Alexandre Demianenko : Chourik
- Frounzik Mkrtchian : Djabraïl, l’oncle de Nina
- Vladimir Etouch : camarade Saakhov
- Gueorgui Vitsine : Trous (Lâche)
- Evgueni Morgounov : Byvaly (Rôdé)
- Iouri Nikouline : Balbes (Nigaud)
- Nina Grebechkova : la doctoresse
- Mikhaïl Glouzski : administrateur de l'hôtel
- Piotr Repnine : directeur d'hôpital psychiatrique
- Rouslan Akhmetov (ru) : Edik, ambulancier
- Noï Avaliani (ru) : employé d'hôtel
- Donara Mkrtchian (ru) : femme de Djabraïl, tante de Nina
- Emmanouïl Gueller (ru) : vendeur de chachlyk (voix : Artiom Karapetian (ru))
- Gueorgui Milliar : joueur de domino
- Gueorgui Svetlani (ru) : alcoolique